# Distretto di Hamburg-Nord
Il distretto di Amburgo-Nord (in tedesco Bezirk Hamburg-Nord) è il quarto distretto di Amburgo.

## Suddivisione
Il distretto di Hamburg-Nord è diviso in 13 quartieri (Stadtteil):
- Alsterdorf
- Barmbek-Nord
- Barmbek-Süd
- Dulsberg
- Eppendorf
- Fuhlsbüttel
- Groß Borstel
- Hohenfelde
- Hoheluft-Ost
- Langenhorn
- Ohlsdorf
- Uhlenhorst
- Winterhude